# Quinto Sereno Sammonico
Quinto Sammonico Sereno (in latino Quintus Sammonicus Serenus; ... – 212) è stato un erudito romano, tutore di Geta e Caracalla.

## Biografia
Sammonico era "un comune uomo di lettere in un'epoca di arcaismo e un degno successore di Frontone e Aulo Gellio, uno la cui posizione e rango sociale è intimamente legata alla sua passione prevalente per la grammatica e alla padronanza delle antiche tradizioni". Secondo Macrobio, il quale ne saccheggia l'opera per i suoi Saturnalia, egli era "l'uomo erudito della sua epoca". Servio e Arnobio entrambi sfruttarono la sua erudizione per i loro scopi..
Secondo l'inaffidabile Historia Augusta era medico e uomo universale; venne ucciso insieme ad altri amici di Geta, nel dicembre del 212, a un banchetto fatto imbandire da Caracalla al quale venne invitato, subito dopo l'assassinio di suo fratello.
Il fatto che il figlio ereditasse la sua sterminata libreria (si pensava fosse Gordiano II) si dimostrò essere una delle fantasiose illazioni della Historia Augusta.

## Opere
La sua opera più citata era Res reconditae, in almeno cinque libri, di cui restano soltanto citazioni frammentarie. 
A noi resta un poema didattico sulla medicina, il  Liber Medicinalis (diversamente conosciuto come De medicina praecepta saluberrima), probabilmente incompleto nella forma a noi pervenuta. Nei suoi 1107 esametri, contiene un numero di rimedi popolari, presi in prestito da Plinio e Dioscoride, e varie formule magiche, tra cui la famosa Abracadabra, per la cura della febbre, compresa quella malarica.
Fu un'opera molto in uso durante il Medioevo e di valore per la storia antica della medicina popolare. La sintassi e il metro sono notevolmente esatti. 
La prima edizione data alle stampe dei De medicina praecepta venne curata da Giovanni Sulpizio da Veroli, prima del 1484.
Possedeva una biblioteca privata di 62.000 libri (superiore alla più grande biblioteca pubblica di Roma, la Biblioteca Ulpia che aveva circa 30.000 volumi)